# Julio Mau
Julio César Mau Orlandini (Lima, 1956 - Lima, 29 de junio de 1986) fue un cantante de música tropical y balada del Perú. Conocido en Norteamérica por ser el intérprete del tema musical Adiós, paloma (o Cumbia de la paloma o simplemente Paloma) con el Cuarteto Continental, y Secretaria en Colombia con la Orquesta de Manuel Mantilla. En sus temas grabados Adiós, paloma y Amargo amor se le atribuyó por los sonideros de México su interpretación a Claudio Morán de quien fue entrañable amigo hasta su muerte.

## Inicios
Nacido el 1 de abril de 1956,[cita requerida] en el barrio del Rímac en la capital peruana, Julio César Mau Orlandini mostró inclinación hacia el canto desde edad temprana. Años más tarde, a mediados de los años 70, al igual que sus contemporáneos intérpretes, comienza probando suerte en el género de la balada sin la notoriedad que buscaba así que posteriormente ingresa a la agrupación de Cumbia amazónica Los internacionales Mirlos con los cuales consigue grabar uno de los temas míticos del Perú y América Latina, el éxito Eres mentirosa. Esa versión de Jorge Rodríguez Grández del tema que fuera regrabado por la orquesta venezolana de Nelson Henríquez, sería la que llegaría a Norteamérica a través de Discos Peerless de México. Es así como Mau comienza a alcanzar el éxito como cantante pero en el género tropical.
A la par, integró diversas agrupaciones como "Eusebio y su Banjo", "Los Yennis", "Combo Palacio", "Combo Los Nativos", "La Orquesta de Manuel Mantilla", el "Cuarteto Continental", "Sexteto Internacional" entre otras.

## Cúspide[1]
El cantante se volvió muy cotizado [cita requerida] por lo que es llamado para integrarse a la editora Industria Fonográfica Peruana S.A. del productor Alberto Maraví para grabar uno de los varios volúmenes de las cumbias pegaditas con la agrupación Cuarteto Continental (no confundir con Cuarteto Continente) con los cuales llegan diversos temas entre varios covers peruanos, argentinos y mexicanos exitosos. Así se logra escuchar impresa en vinilo en voz del cantante Julio Mau Orlandini algunos temas populares y propios del folclore e idiosincrasia del país andino como "Sarita Colonia" y "Río Manu", mientras también se le podían escuchar versiones de temas colombianos como "Muñeca esquiva" de Isaac Villanueva o "Estas pillao" y "Cumbia de oriente" de Lisandro Meza, a la par de varias mexicanas entre las que se encuentra "Cumbia del maderero" (originalmente llamada "Elsa") de Aurelio Pedraza Islas que grabara para Discos Peerless con su Super Grupo Colombia en 1977 siendo adaptada para el Cuarteto Continental como un tema campirano y pudiera ser dedicado a las provincias peruanas de Pucallpa, Tarapoto y Saposoa bajo la voz de Julio Mau, tema usado para una escena de la película venezolana "Con el corazón en la mano" protagonizada por María Conchita Alonso en 1988.
Más tarde grabaría una serie de éxitos más como "Colegiala", "Tormentos" y el mítico tema "Adiós Paloma" también con el Cuarteto Continental tema que llegara a México a través del mercado negro y que sería un éxito "sonidero" en la capital azteca y resto del país casi una década después de haberse grabado (1984) que daría una de las bases para el comienzo de la Cumbia Andina Mexicana bajo la estela de Los Askis.
Durante su época con el Cuarteto Continental graba el mítico tema "Llorando se fue" de autoría boliviana, grupo y cantante a quien se le atribuye la primera grabación, otras versiones afirman que la primera grabación peruana exitosa pertenece a Sexteto Internacional de Julio Mejía, sin embargo, cualquiera de las dos sirvió de base para la interpretación del grupo brasileño Kaoma que renombró el tema como Lambada que le dio éxito internacional que derivara incluso en una película.
Durante algún tiempo, separado del Cuarteto Continental se integró junto con Julio César Mejía al recién fundado grupo Sexteto Internacional con el que graba diversos éxitos en el país pero prácticamente ningún tema grabado con Julio Mau llegó a México excepto los grabados por Julio César Mejía y otros cantantes a través de Discos Peerless, con esta agrupación graba diversos sencillos y algunas "parrandas" (mixes) con Julio César Mejía.

## Fin de su vida[3]
Ante el éxito que gozaba como uno de los mejores cantantes tropicales del Perú, más tarde al igual que Claudio Morán formara su propia agrupación con Cuarteto Los Universales, Julio Mau también integra su propia agrupación llamada Julio Mau y su Cuarteto Imbatible, con la cual obtiene diversos éxitos que se extienden a todo el Perú, uno de los grandes temas grabados fue "A tiempo", en el cual menciona a su nueva disquera "Discos Horóscopo", así embebe las frases en dicho tema.

"Y éste es... el Imbatible Cuarteto, claro, el de las cumbias pegaditas, y ahora con Julio Mau, ¡vaya que si!, en Horóscopo"
Julio Mau, tema: "A tiempo" de Edilberto Cuestas

El cantante también grabó para la transnacional Discos CBS el mítico LP "El engreído" al más puro estilo cumbiambero con acordeón de la época.
Cuando era ya un cantante consagrado y en plena juventud, durante una gira de presentación con su agrupación Cuarteto Imbatible sufre un accidente en su propio auto Datsun en una carretera del norte peruano en el año de 1986 que le quitó la vida. 
Sus restos descansan en un sepulcro dentro del pabellón "Santa Graciana" en cementerio "El Ángel" en Lima donde también están ubicados otros músicos y cantantes famosos de la época como Chacalón, tumba que a diferencia de este último, prácticamente fue abandonada por muchos años, solo es hasta que recientemente se ha comenzado a visitarla de manera más frecuente.
Años después, Marcos Mau, hermano del fallecido cantante, ingresa y retoma de manera fugaz a la agrupación Cuarteto Imbatible, para lo cual lanza un material en LP para el sello Iempsa del Perú, llamado "A ritmo del campeón, el cuarteto imbatible de Marcos Mau".

## Discografía parcial[1]

### Nacional
| Grupo                                       | Título de álbum                                            | Empresa Disquera/Sello                   | Año       | Temas           | Músicos y Vocalistas con los que comparte crédito | Tipo de soporte | Agrupaciones con las que compartió créditos en el mismo álbum |
| Los Mirlos                                  | Los Mirlos                                                 | Discos Panamericana                      | 1979      | Varios          |                                                   | LP              | Ninguna                                                       |
| Orquesta de Manuel Mantilla                 | El maleficio                                               | Infopesa/Midas                           | 1980      | Mis tormentos   | Julio Mejia, Hugo Flores                          | LP              | Ninguna                                                       |
| Virtuosos de la Salsa (a.k.a.Combo Palacio) |                                                            | Infopesa/Midas                           | 1985      | Varios          |                                                   | Miniplay        | Ninguna                                                       |
| Cuarteto Continental                        | Cumbias pegaditas (Fiesta de Cumbias)                      | Infopesa/Midas                           |           | Varios          | Varios.                                           | LP              | Ninguna                                                       |
| Cuarteto Continental                        | Cumbias pegaditas (Pegaditas de Leo Dan, Disco de Oro)     | Infopesa/Midas                           |           | Varios          | Varios.                                           | LP              | Ninguna                                                       |
| Cuarteto Continental                        | Cumbias pegaditas (Volumen V)                              | Infopesa/Midas                           |           | Varios          | Varios.                                           | LP              | Ninguna                                                       |
| Sexteto internacional                       | Sexteto Internacional                                      | Industrias SonoRadio                     | 1984      | Varios          | Julio Mejia                                       | LP              | Ninguna                                                       |
| Sexteto internacional                       | Música de Fiesta(Re-Edit)                                  | Distribuidora y Ventas S.A.C. (Disvensa) | 1988/1999 | Varios          | Julio Mejia                                       | CD              | Ninguna                                                       |
| Los mirlos                                  | Cumbia Thriller                                            |                                          | 1985      | Cumbia Thriller |                                                   | LP              | Ninguna                                                       |
| Los mirlos                                  | La historia de la cumbia                                   | LA Discos                                |           | Eres mentirosa  |                                                   | CD              | Chacalon, Destellos, Los Ecos etc.                            |
| Cuarteto Imbatible de Julio Mau             | Cumbias pegaditas (El engreído)                            | CBS                                      |           | Varios          | Varios.                                           | LP              | Ninguna                                                       |
| Julio Mau y Cuarteto                        | Julio Mau y Cuarteto, últimos éxitos (Edición post mortem) | Infopesa/Palladium pro.                  |           | Varios          | Varios.                                           | LP              | Ninguna                                                       |
| Cuarteto Imbatible de Julio Mau             | Cumbias pegaditas (Para mi gente)                          | Horóscopo del Perú                       |           | Varios          | Varios.                                           | LP              | Ninguna                                                       |

### En el extranjero
| Grupo                                                 | Título de álbum                                     | Empresa Disquera/Sello     | Año       | País | Músicos y Vocalistas con los que comparte crédito | Temas               | Tipo de soporte | Agrupaciones con las que compartió créditos en el mismo álbum |
| Cuarteto Continental                                  | Maximosaicos 2008                                   | Universal Music (Colombia) | 2007      | Fabricación nacional de Colombia                                                                                             |                                                   | La medallita        | CD              | Combo Palacio (Virtuosos de la salsa) y Trio huaricancha. |
| Cuarteto Continental                                  | Lo esencial de la Cumbia CD No.3 y CD No.4 (en mix) | Sony Music (México)        | 2008/1985 | Fabricación nacional de México, bajo licencia de Industria Fonográfica Peruana S.A./Industria nacional del sonido (Colombia) |                                                   | Llorando se fue     | CD/LP           | Combo Palacio (Virtuosos de la salsa), Carmen Rivero, Los Líderes, Lucho Cuadros, Super Grupo Colombia, Grupo Marina Perla, Los Wawancó, Chico Novarro y varios más |
| Combo Los Nativos                                     | Las consentidas de los sonidos                      | Discos Peerless (México)   | 1993      | Fabricación nacional de México, bajo licencia de Carlos Viso                                                                 |                                                   | Chica Bonita        | CD              | Sexteto Internacional entre otros. |
| Combo Los Nativos                                     | Dilo por favor                                      | Discos Prodita (Colombia)  |           | Fabricación nacional de Colombia                                                                                             |                                                   | Dilo por favor      | MP miniplay     | ninguno. |
| Cuarteto Continental                                  | Llegaron los bailables!                             | Discos FM (Colombia)       | 1988      | Fabricación nacional de Colombia                                                                                             |                                                   | Cumbia del maderero | LP              | Varios. |
| Combo Nativo de Pitín Sánchez (Virtuosos de la Salsa) | 14 superexitos tropicales                           | Discos Inter GAS           | 1984      | Fabricación nacional de México                                                                                               | Raúl Serrano/Oscar Sánchez                        | Chica Bonita        | LP              | Los Bravos |

## Tributos
Desde Chimbote el cantante Jhoel Sedano formó su agrupación que en principio llamó el Gran Cuarteto Continental, pero se vio forzado a no utilizar dicho nombre por lo que lo cambia a Jhoel Sedano y el Gran Cuarteto Imbatible, grupo que está dedicado a realizar conciertos de temas grabados por el Cuarteto Continental y en especial los temas grabados por Julio Mau en esa agrupación, así, él mismo vocaliza dichos temas en diversas localidades del país con mucho éxito.

## Trivia
Marcos Mau grabó un par de LP con el nombre de "Marcos Mau y el Cuarteto Imbatible, a ritmo de campeón" para el sello Iempsa de bajo impacto, posterior a la muerte de su hermano Julio Mau, varios temas al mismo estilo de la cumbia "cuartetera".
En 1987 la disquera Infopesa del Perú lanzó al mercado un LP post mortem llamado "Julio Mau y Cuarteto, últimos éxitos", así mismo el grupo los Solitarios del Perú lanzan el mix "homenaje a Julio Mau" en esos mismos años.
Laura Mau Orlandini, también hermana del fallecido cantante y es el único familiar que se conoce que se dedica al canto actualmente, en este caso de música Salsa es muy conocida por sus compatriotas y admiradores en los Estados Unidos.
Ningún otro de sus familiares al parecer se dedica a alguna actividad artística. [cita requerida]

### Muestras musicales
- Julio Mau interpretando el tema "Adiós Paloma", "Paloma" o "Cumbia de la paloma" con el Cuarteto Continental
- Julio Mau interpretando "Llorando se fue" con el Cuarteto Continental
- Julio Mau interpretando "Mentirosa" con el Cuarteto Continental
- Julio Mau interpretando "Secretaria" con la Orquesta de Manuel Mantilla
- Julio Mau interpretando el tema "Maleficio" con la Orquesta de Manuel Mantilla

- Datos: Q2840796